# Pest (comitat)
Pour les articles homonymes, voir Pest.
Pest (en hongrois : Pest [ˈpɛʃt] ou Pest vármegye) est un comitat hongrois dont le siège est situé à Budapest, bien que la ville ne soit pas soumise à ses compétences politico-administratives. Il fait partie de la région Hongrie centrale.

## Nom et attributs

### Toponymie
Le comitat tire son nom de l'ancienne Pest qui en 1873 fusionna avec Buda et Óbuda pour donner naissance à la ville de Budapest. Il reprend l'appellation d'un ancien comitat médiéval disparu en 1876.

### Héraldique
| Blason | Blasonnement : Blasonnement à écrire Commentaires : Le blason de Pest est identique à celui du comitat médiéval. Son interprétation est sujette à controverses. |

Le blason est employé depuis la fin du communisme en 1989.

## Géographie
Le comitat de Pest est situé au centre de la Hongrie et abrite d'ailleurs le centre géographique du pays. D'une superficie de 6394 km2, c'est le troisième comitat hongrois par la taille. Son territoire encercle celui de la collectivité métropolitaine de Budapest et est limitrophe des comitats de Nógrád et de Heves au nord-est, de Jász-Nagykun-Szolnok à l'est, de Bács-Kiskun au sud, de Fejér et de Komárom-Esztergom à l'ouest. Sa frontière nord jouxte la Slovaquie.
Le siège du comitat est administrativement séparé de son territoire puisqu'il est situé à Budapest.
Les principaux pôles urbains sont Érd (64 000 habitants) et Dunakeszi (41 000 habitants) dans la banlieue de la capitale, où se concentre l'essentiel de la population.

### Relief et hydrographie
Le territoire du comitat de Pest se situe à la jonction entre l'Alföld (grande plaine hongroise) et les collines des massifs de Transdanubie et du Nord. Les points culminants sont le Csóványos (938 mètres), le Pilis (757 mètres) et le Dobogó (700 mètres).
Les principaux cours d'eau sont le Danube, son affluent l'Ipoly, la Galga et le Tápió.

### Environnement
Le long du Danube et de ses affluents, le terrain est principalement constitué de plaines inondables tandis que les collines sont fortement boisées. Ces dernières abritent une faune variée, avec notamment des cerfs, des sangliers et des mouflons. Les animaux typiques de la grande plaine sont le lièvre, le perdrix, le faisan et la caille.
Près de 12 % du territoire comital relève de réserves naturelles, dont le parc national Danube-Ipoly.

### Climat
Le climat du comitat est continental, caractérisé par un fort ensoleillement et peu de précipitations. Les saisons sont contrastées et bien marquées, avec des hivers rudes et des étés secs.

## Organisation administrative

### Districts
Jusqu'en 2013, le comitat était divisé en micro-régions statistiques (kistérség). À la suite d'une réforme territoriale, elles ont été remplacées par les districts (járás) qui avaient été supprimés en 1984. Désormais, le comitat est subdivisé en 17 districts :
(Mais sur la page Wikipedia en Magyar, on compte 18 districts : l'avant-dernier étant le District de Vác, avec comme ville principale Vác).
| District                      | Siège             | Superficie | Population | Localités |
| ----------------------------- | ----------------- | ---------- | ---------- | --------- |
| District d'Aszód              | Aszód             | 298,37     | 37 974     | 11        |
| District de Budakeszi         | Budakeszi         | 288,95     | 88 781     | 12        |
| District de Cegléd            | Cegléd            | 886,30     | 90 885     | 12        |
| District de Dabas             | Dabas             | 614,23     | 49 662     | 11        |
| District de Dunakeszi         | Dunakeszi         | 103,07     | 79 446     | 4         |
| District d'Érd                | Érd               | 184,29     | 120 990    | 7         |
| District de Gödöllő           | Gödöllő           | 449,66     | 143 308    | 15        |
| District de Gyál              | Gyál              | 170,99     | 41 271     | 4         |
| District de Monor             | Monor             | 329,81     | 64 859     | 11        |
| District de Nagykáta          | Nagykáta          | 710,12     | 75 425     | 16        |
| District de Nagykőrös         | Nagykőrös         | 349,25     | 28 241     | 3         |
| District de Pilisvörösvár     | Pilisvörösvár     | 130,81     | 53 187     | 9         |
| District de Ráckeve           | Ráckeve           | 417,05     | 36 421     | 11        |
| District de Szentendre        | Szentendre        | 326,58     | 80 171     | 13        |
| District de Szigetszentmiklós | Szigetszentmiklós | 211,28     | 111 339    | 9         |
| District de Szob              | Szob              | 362,23     | 70 232     | 18        |
| District de Vecsés            | Vecsés            | 119,74     | 48 048     | 4         |